# Torsten Wruck
Torsten Wruck (* 22. Juli 1969 in Ost-Berlin) ist ein ehemaliger deutscher Fußballspieler.

## Sportliche Laufbahn
In der Reserveelf des FC Vorwärts Frankfurt/Oder debütierte er 1987/88 in der zweitklassigen Liga im überregionalen Männerfußball der DDR, nachdem er 1987 aus der Juniorenoberligamannschaft des 1. FC Union Berlin an die Oder delegiert worden war. Nach dem Abstieg der 1. Mannschaft aus dem ostdeutschen Oberhaus in diesem Spieljahr rückte er in den Kader dieses Teams auf. Dort zählte die Defensivkraft in den Spielzeiten Saison 1988/89 und 1989/90 zum erweiterten Stammpersonal.
Nach dem Aufstieg des Fußballclubs der Armeesportvereinigung Vorwärts blieb er nicht in Frankfurt/Oder, sondern das 21-jährige Talent wechselte im Sommer 1990 zurück zum 1. FC Union Berlin, bei dem Wruck seit 1979 ausgebildet worden war. In der letzten eigenständigen Saison des ostdeutschen Zweitligafußballs holte Wruck mit den Eisernen den Staffelsieg, scheiterte aber in der Qualifikationsrunde für die 2. Bundesliga am Einzug in den nunmehr gesamtdeutschen Profifußball.
Nach der Zusammenführung von ost- und westdeutschem Fußball stand er 1991/92 bei der Amateurmannschaft des 1. FC Köln unter Vertrag, die damals viertklassig antrat und mit dem Titel in der Verbandsliga Mittelrhein die Rückkehr in die Amateur-Oberliga schaffte. Wruck hingegen wechselte im Sommer 1992 ins Saarland zum FC 08 Homburg, bei dem er sechs Jahre blieb. Die ersten drei Spielzeiten stand er für die Homburger in der 2. Bundesliga auf dem Platz, die finalen drei Jahre in der damals drittklassigen Regionalliga. Seine Karriere setzte der Verteidiger danach beim 1. FC Saarbrücken fort, der 1998/99 - wie der FC 08 Homburg – in der Regionalliga West/Südwest antrat.

## Trivia
Sein Vater Wolfgang und sein Onkel Horst waren beide DDR-A-Nationalspieler.